# Notação mensural

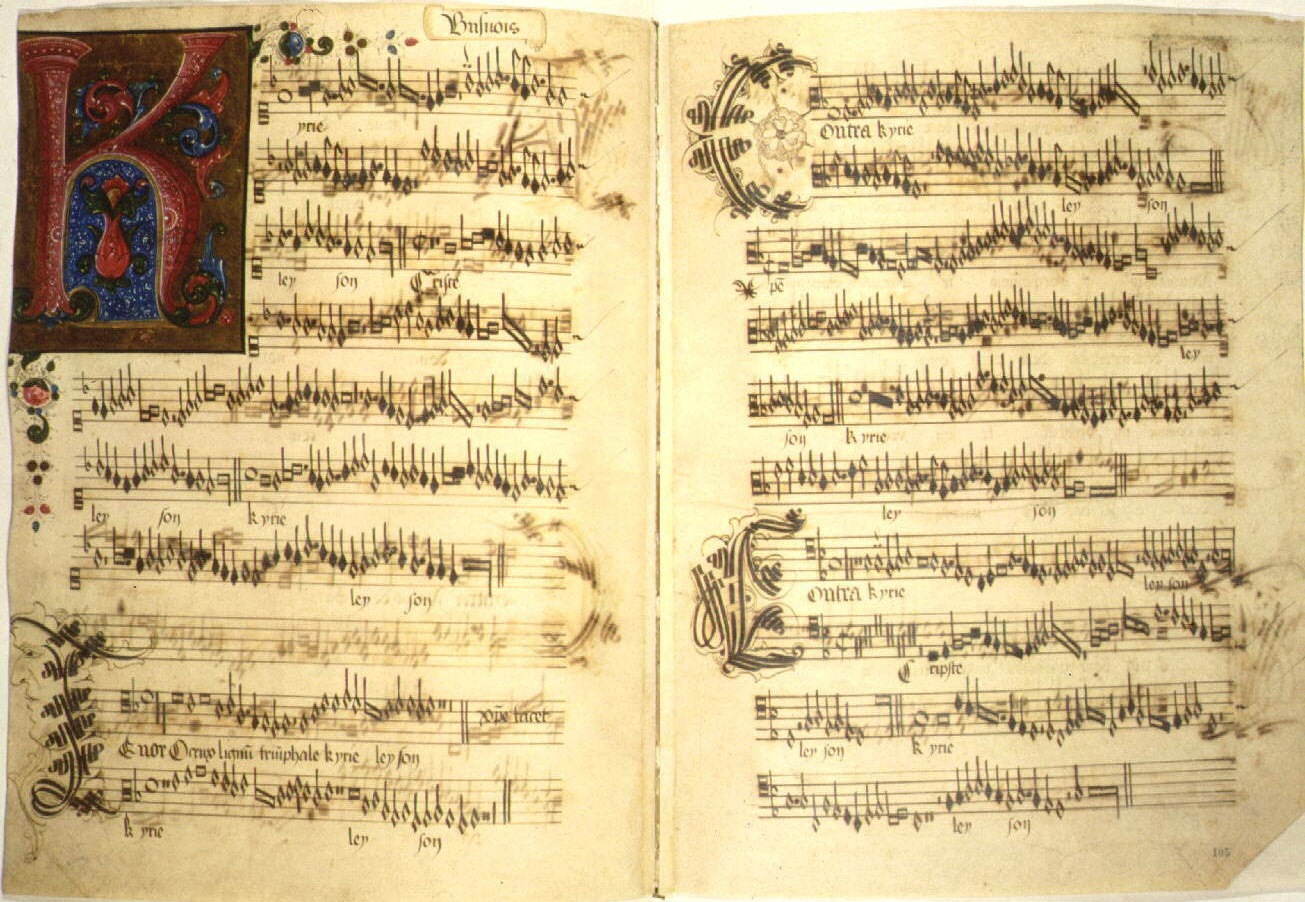
Manuscrito da Missa O Crux Lignum, de Antoine Busnois, uma peça escrita em notação mensural.

Notação mensural foi um sistema de notação musical utilizado entre os séculos XIII e XVII, principalmente para notar polifonia. O sistema baseava-se em divisões variáveis de durações rítmicas base, que eram indicadas pelo contexto e por uma variedade de diferentes símbolos. A sua introdução no século XIII, em tratados como Ars cantus mensurabilis, de Franco de Colónia, veio resolver o problema da notação do ritmo, que se havia tornado uma componente da música pouco tempo antes. A notação mensural foi bastante popular durante o renascimento, mas caiu em desuso em prol do sistema de notação moderna no período barroco.